# Wolfgang Schwarz (Schauspieler)
Wolfgang Schwarz (* 13. August 1925 in Düsseldorf) ist ein deutscher Schauspieler und Synchronsprecher.

## Leben
Schwarz nahm von 1942 bis 1944 Schauspielunterricht bei Frau Lackner in Berlin und gab 1945 als „Mill“ in George Bernard Shaws Candida in Westerland sein Bühnendebüt. Weitere Theaterstationen waren Rendsburg, Bonn, Lüneburg sowie verschiedene Hamburger Bühnen vom Theater im Zimmer über die Kammerspiele bis zum Thalia Theater.
Seit 1950 arbeitete Schwarz auch für den Film. Er spielte neben Johanna Liebeneiner in Mit der Liebe spielt man nicht…, in Thomas Koerfers Gehülfe (nach Robert Walser) und in Werner Jacobs’ Neuverfilmung von Erich Kästners fliegendem Klassenzimmer. Daneben wirkte er in verschiedenen Fernsehadaptionen von Bühnenvorlagen mit wie in Ein Phönix zuviel nach Christopher Fry, als Herzog von Ferrara in Johann Wolfgang von Goethes Torquato Tasso, als Paris in William Shakespeares Troilus und Cressida. Für die halbdokumentarische Reihe Danziger Mission verkörperte er Carl Jacob Burckhardt. Darüber hinaus übernahm er zahlreiche Gastrollen in Episoden von Fernsehserien wie Der Kommissar, Der Fall von nebenan und Die fünfte Kolonne.
Außerdem arbeitete Schwarz als Sprecher für Hörspiel und Synchron. Er wirkte beispielsweise 1984 in mehreren SWF-Hörfunkadaptionen von Arthur Conan Doyle mit: Old Showcombe Place und The Cooper Beeches. Als Synchronsprecher lieh er seine Stimme unter anderem Maurice Ronet (Das Irrlicht), Sydney Tafler (Allen Gewalten zum Trotz), Ronald Howard (Konflikt des Herzens) oder Jean Marais (Taifun über Nagasaki).

## Filmografie (Auswahl)
- 1957: Die Berufung wird abgewiesen.
- 1959: Ein Phönix zuviel.
- 1963: Die fünfte Kolonne. Folge 1: Es führt kein Weg zurück
- 1964: Die Verschwörung des Fiesco zu Genua.
- 1965: Die Schelme im Paradies.
- 1966: Die Räuber.
- 1966: Betty Blue.
- 1967: Siedlung Arkadien.
- 1967: Interpol (TV-Filmreihe): …geborene Lipowski
- 1967: Fliegender Sand.
- 1968: König Richard II.
- 1968: Bel Ami
- 1968: Mexikanische Revolution.
- 1968: Der Fall Tuchatschewskij.
- 1969: Asche des Sieges.
- 1969: Troilus und Cressida.
- 1969: Das Trauerspiel von Julius Caesar.
- 1969: Heinrich VI. – Der Krieg der Rosen.
- 1969: Torquato Tasso.
- 1970: Eröffnung des indischen Zeitalters.
- 1972: Der Prozeß gegen die neun von Cantonsville.
- 1972: Das Klavier.
- 1973: Das fliegende Klassenzimmer.
- 1973: Mit der Liebe spielt man nicht.
- 1975: Die unfreiwilligen Reisen des Moritz August Benjowski.
- 1975: Kennwort: Fasanenjagd München 1945.
- 1976: Der Gehülfe.
- 1978: Danziger Mission.
- 1982: Der Besuch der alten Dame.
- 1982: Hambacher Frühling.
- 1984: Der Dieb, der nicht zu Schaden kam.
- 1990: Black Money – Verfilzung … Macht … Korruption.

## Hörspiele (Auswahl)
- 1959: Georges Simenon: Maigret und seine Skrupel, Regie: Gert Westphal